# SAKURAI
SAKURAI（サクライ、1978年10月26日 - ）は、ソニー・ミュージックアーティスツ（SMA NEET Project）に所属する日本のお笑い芸人（ピン芸人）。

## 来歴
徳島県板野郡松茂町出身、鳴門市立鳴門工業高等学校卒業。中学の文化祭でぴのっきをのカバー漫才をしたところ大ウケしたことから芸人の道を志す。大手印刷会社の子会社に入社して埼玉県の工場に勤務したが1年で退社し、『お笑いポポロ』で見つけた東京ゲームデザイナー学院のお笑いタレント科（2年のみで閉鎖された）に入学。平澤豊人と「ギャンブラー」を結成。「ギャンブラー」解散後は「ブリキの戦車」といったコンビで活動。フリーを経て26歳のときに「背水の人」として平澤とのコンビを再結成し、立ち上がったばかりのSMA NEET Projectに入る。
平澤豊人とは、10年で4回ほど「ギャンブラー」「ロックオン」「背水の人」と解散・再結成を繰り返した。ピン芸人に転向後は病人キャラや前説キャラなど、様々なキャラ漫談を試行錯誤していた。2019年から、ギターにサングラスというロックンローラー風の出で立ちで「どうしても伝えたいこと」をシャウトして最後に意外なフレーズで落とすというネタがウケ始め、『有田ジェネレーション』2019年11月25日放送分にて「マネージャーが推す芸人」として芸歴21年目にして初のテレビ出演を果たす。そこからネタが注目され始め、『行列のできる法律相談所』『ダウンタウンのガキの使いやあらへんで!』などに出演。
元々、ギターを生かしたネタの数々は芸人仲間から言われ続けたことを受けてのものだったが、最初はこれもわずか一週間で挫折。ある日アルバイトの説明会に向かう電車の中で、開くドアが右、左と変わると思ったら、右、右、というパターンもあるのを「これは面白いかも」と気付き、これが再びギターを手にしてネタを演じるきっかけともなった。なお、これは自身の持ちネタの元ともなっている。
母親には自分が芸人を続けていることは内緒で、20歳の時に父親から養成所（東京ゲームデザイナー学院）の入学金を貸してもらったが、30歳の時に、10年やってても売れないから「地元に帰って来い」と父に言われて以来10年間、親とは連絡していないという。

## 出演

### テレビ
- 有田ジェネレーション（TBS）- レギュラー出演中
- 芸人報道（日本テレビ）
- 行列のできる法律相談所（日本テレビ）
- バゲット（日本テレビ）
- ダウンタウンのガキの使いやあらへんで!（日本テレビ）- 山-1グランプリ
- ウチのガヤがすみません!（日本テレビ）
- 全力!脱力タイムズ（フジテレビ）
- エンタの神様（日本テレビ）
- スッキリ（日本テレビ）
- 白黒アンジャッシュ（千葉テレビ放送）
- 歌ネタゴングSHOW 爆笑!ターンテーブル（TBSテレビ）
- ザ・ベストワン（TBSテレビ）
- くりぃむナンチャラ（テレビ朝日）
- ヒルナンデス!（日本テレビ）
- 櫻井・有吉 THE夜会（TBSテレビ）
- そろそろ にちようチャップリン（テレビ東京）
- 水曜日のダウンタウン（TBSテレビ）
- 千鳥のクセがスゴいネタGP（フジテレビ）
- 直撃!シンソウ坂上（フジテレビ）
- チャンスの時間（AbemaTV）
- 有田P おもてなす（NHK）
- ABEMA的ニュースショー（AbemaTV）
- シモネタGP（AbemaTV）
- ぜにいたち(AbemaTV)
- ゴジカル!（四国放送）
- ハマスカ放送部（テレビ朝日）
- 中居正広の金曜日のスマイルたちへ（TBS）
- ポケモンとどこいく!?（テレビ東京）
- オールスター後夜祭（TBS）

### ラジオ
- 高田文夫のラジオビバリー昼ズ（ニッポン放送）
- 純次と直樹（文化放送）
- 後藤麻衣の心配ないさぁ〜!!（RFラジオ日本）
- オールナイトニッポン０〜決戦！お笑い有楽城〜（ニッポン放送）
- 大竹まこと ゴールデンラジオ!（文化放送）
- 逆襲ザコシのチョゲチョゲPARK（AuDee）
- 爆笑問題の日曜サンデー（TBSラジオ）
- 松村邦洋のOH-!邦自慢（山口放送ほか）
- MUSIClock with THE FIRST TIMES（2022年4月11日 - 2024年9月30日、interfm） - 月曜日レギュラー
  - MUSIClock＋（2024年11月1日 - ）- 週替わりレギュラー